# كانيادا
كانيادا (بالإسبانية: Cañada, Alicante)‏ هي قائمة مدن إسبانيا تقع في إسبانيا في Alto Vinalopó.[بحاجة لمصدر] يقدر عدد سكانها بـ 1,231 نسمة ومساحتها 19.32 كم2 وترتفع عن سطح البحر 558 متر.